# Henrik Signell
Kurt Henrik Signell (* 2. Januar 1976 in Göteborg) ist ein schwedischer Handballtrainer und ehemaliger Handballspieler.

## Karriere

### Als Spieler
Henrik Signell begann im Jahre 1983 das Handballspielen beim IK Sävehof. Noch im Jugendalter gab der Rückraumspieler sein Debüt in der ersten Mannschaft von Sävehof. Nachdem er in der Saison 1997/98 für Partille IF aufgelaufen war, kehrte er anschließend wieder zum IK Sävehof zurück. Nachdem Signell fünf Spielzeiten für Sävehof aufgelaufen war, schloss er sich Alingsås HK an, für die er zwei Spielzeiten aktiv war. 2005 beendete er seine aktive Karriere. Während seiner Laufbahn bestritt er ein Spiel für die schwedische Nationalmannschaft.

### Als Trainer
Signell übernahm 2005 das Traineramt der Juniorenmannschaft vom IK Sävehof. Unter seiner Leitung gewann die Mannschaft in den folgenden fünf Spielzeiten dreimal die schwedische Juniorenmeisterschaft sowie zweimal die Vizemeisterschaft. Anschließend war er als Co-Trainer der Männermannschaft von Sävehof tätig. Zwischen 2010 und 2012 war er zusätzlich Co-Trainer der finnischen Frauen-Nationalmannschaft. 2012 übernahm er das Traineramt der Frauenmannschaft vom IK Sävehof, die unter seiner Leitung 5-mal die schwedische Meisterschaft gewann. Signell übernahm 2016 zusätzlich das Traineramt der schwedischen Frauen-Nationalmannschaft. Nach der Saison 2017/18 gab er sein Traineramt von Sävehof ab. Im Sommer 2020 endete seine Tätigkeit als schwedischer Nationaltrainer. Zur Saison 2020/21 übernahm Signell den Erstligisten IFK Skövde HK, den er nach der Saison 2022/23 verließ.
Signell trainierte zwischen April 2023 und September 2024 die südkoreanische Frauen-Nationalmannschaft. Im Oktober 2024 übernahm er die niederländische Frauen-Nationalmannschaft. Seit dem Sommer 2025 betreut er zusätzlich den norwegischen Erstligisten Larvik HK.